# Park City (Illinois)
Park City è un comune degli Stati Uniti d'America, situato in Illinois, nella Contea di Lake.